# Liste der Mitglieder des Senats im 1. Kongress der Vereinigten Staaten
Die Senatoren im 1. Kongress der Vereinigten Staaten wurden 1788 und 1789 zu verschiedenen Zeitpunkten gewählt. Vor der Verabschiedung des 17. Zusatzartikels 1913 wurde der Senat nicht direkt gewählt, sondern die Senatoren wurden von den Parlamenten der Bundesstaaten bestimmt. Jeder Staat wählt zwei Senatoren, die unterschiedlichen Klassen angehören. Die Amtszeit beträgt sechs Jahre, alle zwei Jahre wird für die Sitze einer der drei Klassen gewählt. Die Sitze des ersten Kongresses wurden ausnahmsweise alle gemeinsam gewählt, nach der Wahl wurde ausgelost, welche Senatoren welcher Klasse angehören sollten und damit, ob die erste Amtszeit zwei, vier oder volle sechs Jahre dauern sollte.
Die Amtszeit des 1. Kongresses ging vom 4. März 1789 bis zum 3. März 1791, seine erste Tagungsperiode fand vom 4. März bis zum 29. September 1789 in New York statt, ebenso wie die zweite Periode vom 4. Januar bis zum 12. August 1790. Durch den Kompromiss von 1790 wurde Philadelphia für die Zeit bis zur Fertigstellung von Washington, D.C. vorläufige Hauptstadt, dort fand die dritte Tagungsperiode vom 6. Dezember 1790 bis zum 3. März 1791 statt.
Da es noch keine Parteien gab, werden die Senatoren nach ihrem Abstimmungsverhalten in Unterstützer (Pro-Administration Party, später Föderalistische Partei) und Gegner (Anti-Administration Party, später Demokratisch-Republikanische Partei) der Regierung George Washingtons unterschieden.

## Zusammensetzung und Veränderungen
Zunächst traten nur die Senatoren aus zehn der dreizehn Staaten zusammen, da North Carolina und Rhode Island die Verfassung noch nicht ratifiziert hatten und das Parlament von New York es versäumt hatte, rechtzeitig zu wählen. Von den 20 Senatoren waren 13 Unterstützer der Regierung, sieben waren Gegner. Mit den Senatoren aus New York und North Carolina sowie den als Nachfolger des verstorbenen William Grayson ernannten John Walker wuchs Washingtons Mehrheit auf 18 zu 6 Sitze. Mit den beiden Senatoren aus Rhode Island erreichte der Senat seine verfassungsmäßige Größe von 26 Sitzen, 19 Senatoren unterstützten die Regierung, 7 waren Gegner. Der Rücktritt von William Paterson, der zum Gouverneur von New Jersey gewählt worden war, änderte nichts am Verhältnis, da sein Nachfolger Philemon Dickinson wie er die Regierung unterstützte, die Wahl des Regierungsgegners (und späteren Präsidenten) James Monroe ließ die Mehrheit auf 18 zu 8 fallen.

## Spezielle Funktionen
Nach der Verfassung der Vereinigten Staaten ist der Vizepräsident der Vorsitzende des Senats, ohne ihm selbst anzugehören. Bei Stimmengleichheit gibt seine Stimme den Ausschlag. Während des 1. Kongresses war John Adams Vizepräsident. Im Gegensatz zur heutigen Praxis leitete der Vizepräsident bis ins späte 19. Jahrhundert tatsächlich die Senatssitzungen. Ein Senator wurde zum Präsidenten pro tempore gewählt, der bei Abwesenheit des Vizepräsidenten den Vorsitz übernahm. Vom 6. April bis zum 21. April 1789 sowie vom 7. August bis zum 9. August 1789 amtierte John Langdon als erster Präsident pro tempore des Senats.

## Liste der Senatoren
Unter Haltung ist vermerkt, ob ein Senator eher zu den Unterstützern oder den Gegnern der Regierung gezählt wird, unter Staat sind die Listen der Senatoren des jeweiligen Staats verlinkt. Senatoren der Klasse I waren bis zum 3. März 1791 gewählt, die der Klasse II bis zum 3. März 1793 und die der Klasse III bis zum 3. März 1795. Das Datum gibt an, wann der entsprechende Senator in den Senat aufgenommen wurde. Unter Sen. steht die fortlaufende Nummer der Senatoren in chronologischer Ordnung, je niedriger diese ist, umso größer ist in der Regel die Seniorität des Senators. Da bei den ersten Senatoren nicht bekannt ist, in welcher Reihenfolge sie vereidigt wurden, werden sie üblicherweise alphabetisch sortiert, so dass Richard Bassett als Senator mit der höchsten Seniorität aller je gewählten Senatoren gilt. Die Tabelle ist mit den Pfeiltasten sortierbar.
| Senator                | Haltung      | Staat          | Klasse | Datum         | Sen. | Anmerkung                           |
| ---------------------- | ------------ | -------------- | ------ | ------------- | ---- | ----------------------------------- |
| Oliver Ellsworth       | Unterstützer | Connecticut    | I      | 4. März 1789  | 05   |                                     |
| William Samuel Johnson | Unterstützer | Connecticut    | III    | 4. März 1789  | 12   |                                     |
| George Read            | Unterstützer | Delaware       | I      | 4. März 1789  | 18   |                                     |
| Richard Bassett        | Gegner       | Delaware       | II     | 4. März 1789  | 01   |                                     |
| William Few            | Gegner       | Georgia        | II     | 4. März 1789  | 07   |                                     |
| James Gunn             | Gegner       | Georgia        | III    | 4. März 1789  | 09   |                                     |
| Charles Carroll        | Unterstützer | Maryland       | I      | 4. März 1789  | 03   |                                     |
| John Henry             | Unterstützer | Maryland       | III    | 4. März 1789  | 10   |                                     |
| Tristram Dalton        | Unterstützer | Massachusetts  | I      | 4. März 1789  | 04   |                                     |
| Caleb Strong           | Unterstützer | Massachusetts  | II     | 4. März 1789  | 20   |                                     |
| Paine Wingate          | Gegner       | New Hampshire  | II     | 4. März 1789  | 21   |                                     |
| John Langdon           | Unterstützer | New Hampshire  | III    | 4. März 1789  | 13   |                                     |
| Jonathan Elmer         | Unterstützer | New Jersey     | I      | 4. März 1789  | 06   |                                     |
| William Paterson       | Unterstützer | New Jersey     | II     | 4. März 1789  | 17   | trat am 13. November 1790 zurück    |
| Philemon Dickinson     | Unterstützer | New Jersey     | II     | 23. Nov. 1790 | 29   | gewählt als Nachfolger von Paterson |
| Philip Schuyler        | Unterstützer | New York       | I      | 16. Juli 1789 | 19a  |                                     |
| Rufus King             | Unterstützer | New York       | III    | 16. Juli 1789 | 22   |                                     |
| Samuel Johnston        | Unterstützer | North Carolina | II     | 26. Nov. 1789 | 23   |                                     |
| Benjamin Hawkins       | Unterstützer | North Carolina | III    | 8. Dez. 1789  | 24   |                                     |
| William Maclay         | Gegner       | Pennsylvania   | I      | 4. März 1789  | 15   |                                     |
| Robert Morris          | Unterstützer | Pennsylvania   | III    | 4. März 1789  | 16   |                                     |
| Theodore Foster        | Unterstützer | Rhode Island   | I      | 12. Juni 1790 | 26   |                                     |
| Joseph Stanton         | Gegner       | Rhode Island   | II     | 12. Juni 1790 | 27   |                                     |
| Pierce Butler          | Unterstützer | South Carolina | II     | 4. März 1789  | 02   |                                     |
| Ralph Izard            | Unterstützer | South Carolina | III    | 4. März 1789  | 11   |                                     |
| William Grayson        | Gegner       | Virginia       | I      | 4. März 1789  | 08   | starb am 12. März 1790              |
| John Walker            | Unterstützer | Virginia       | I      | 31. Jan. 1790 | 25   | ernannt als Nachfolger von Grayson  |
| James Monroe           | Gegner       | Virginia       | I      | 9. Nov. 1790  | 28   | gewählt als Nachfolger von Grayson  |
| Richard Henry Lee      | Gegner       | Virginia       | II     | 4. März 1789  | 14   |                                     |

- a) Schuyler wird in der Liste des Senats mit Amtsantritt 4. März geführt, was anderen Quellen nach falsch ist.[6]